# Губаны (Куединский район)
Губаны — деревня в составе Куединского муниципального округа в Пермском крае.

## Географическое положение
Деревня расположена в северо-восточной части округа на расстоянии менее 3 километров на север по прямой от поселка Куеда.

## Климат
Климат умеренно-континентальный. Зима продолжительная, снежная. Средняя температура января –14-150С. Лето умеренно-теплое. Самый теплый месяц - июль. Средняя температура июля +18,5 ˚С. средняя годовая температура составляет +2,1˚С.  Абсолютный максимум июльских температур достигает +38 ˚С, а минимальный +2˚С. Длительность вегетационного периода (с температурой выше +5˚С) колеблется от 155 до 165 дней, безморозный период колеблется от 110 до 130 дней.  Период с температурой воздуха выше 10˚С продолжается в течение 125 дней. Осадков в среднем выпадает 450-550 мм. Средняя дата первого заморозка 20 сентября. Снежный покров устанавливается в конце октября - начале ноября и держится в среднем 170-190 дней в году. Средняя дата появления первого снежного покрова 18 октября. Толщина снега к марту месяцу достигает 60-70 см.

## История
Деревня известна с 1829 года, основана выходцем из Ординской деревни Губаны. Деревня с 2006 до 2020 года входила в состав Федоровского сельского поселения Куединского района. После упразднения обоих муниципальных образований в мае 2020г имеет статус рядового населенного пункта Куединского муниципального округа. 

## Население
Постоянное население составляло 134 человек в 2002 году (96% русские), 123 человек в 2010 году.   